# Sobral (microregio)
Sobral is een van de 33 microregio's van de Braziliaanse deelstaat Ceará. Zij ligt in de mesoregio Noroeste Cearense en grenst aan de mesoregio Norte Cearense in het oosten en noordoosten en de microregio's Litoral de Camocim e Acaraú in het noorden, Coreaú en Meruoca in het westen, Ibiapaba in het zuidwesten en Ipu en Santa Quitéria in het zuiden. De microregio heeft een oppervlakte van ca. 8234 km². Midden 2004 werd het inwoneraantal geschat op 351.560.
Twaalf gemeenten behoren tot deze microregio:
| - Cariré - Forquilha - Graça - Groaíras - Irauçuba - Massapê | - Miraíma - Mucambo - Pacujá - Santana do Acaraú - Senador Sá - Sobral |

Mesoregio's: Centro-Sul Cearense · Jaguaribe · Metropolitana de Fortaleza · Noroeste Cearense · Norte Cearense · Sertões Cearenses · Sul Cearense

Microregio's: Baixo Curu · Baixo Jaguaribe · Barro · Baturité · Brejo Santo · Canindé · Cariri · Caririaçu · Cascavel · Chapada do Araripe · Chorozinho · Coreaú · Fortaleza · Ibiapaba · Iguatu · Ipu · Itapipoca · Lavras da Mangabeira · Litoral de Aracati · Litoral de Camocim e Acaraú · Médio Curu · Médio Jaguaribe · Meruoca · Pacajus · Santa Quitéria · Serra do Pereiro · Sertão de Crateús · Sertão de Inhamuns · Sertão de Quixeramobim · Sertão de Senador Pompeu · Sobral · Uruburetama · Várzea Alegre